# Pierre Henry

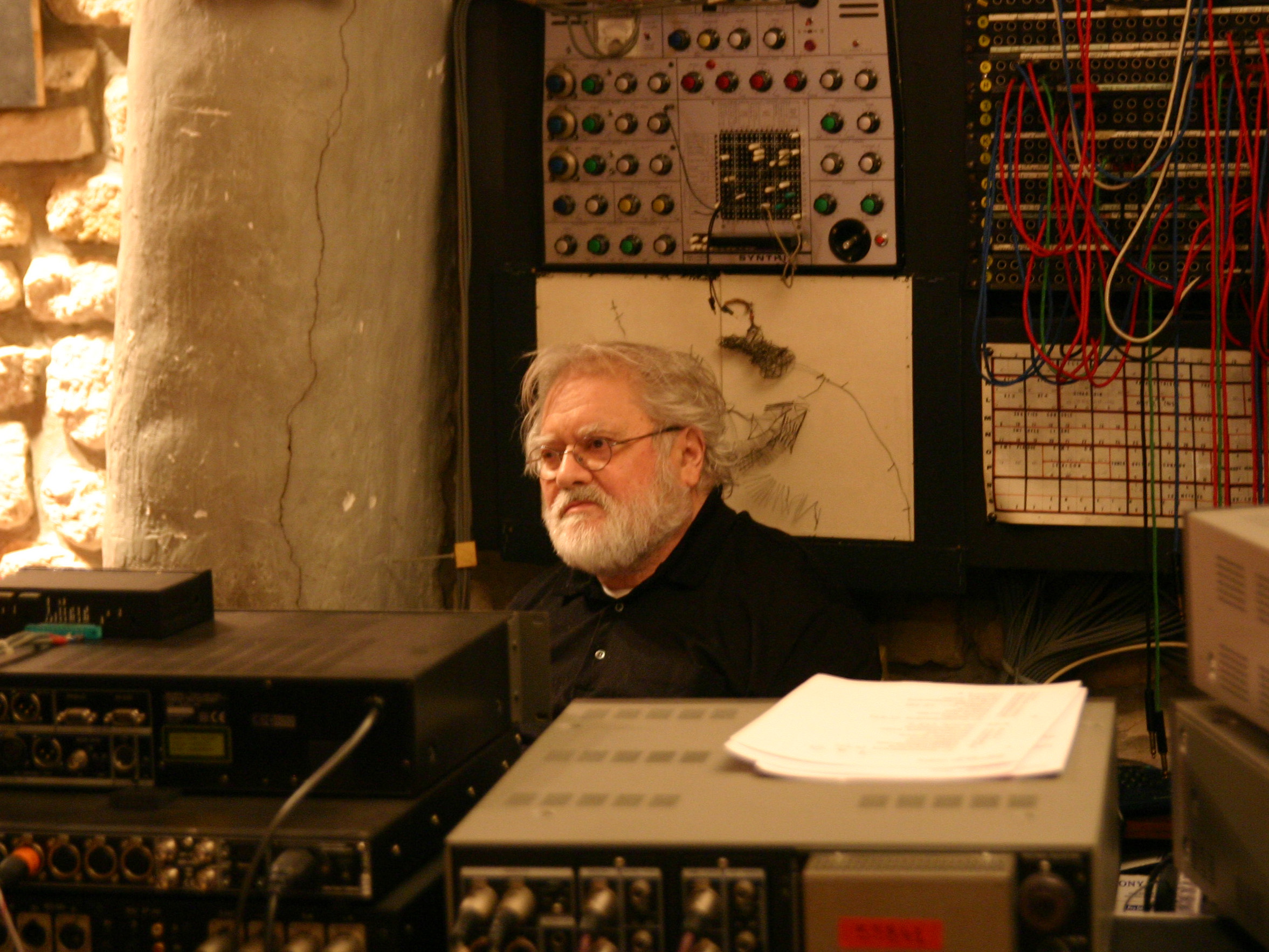
Em 2008

Pierre Henry (Paris, 9 de dezembro de 1927 – Paris,  5 de julho de 2017) foi um compositor francês, pioneiro da música eletroacústica.
Entre 1949 e 1958, trabalhou no estúdio Club d'Essai da RTF, criado por Pierre Schaeffer. Durante este período, escreveu a peça Symphonie pour un homme seul (1950), em cooperação com Schaeffer; também compôs a primeira música concreta a aparecer em um filme comercial, Astrologie ou le miroir de la vie (1952). Henry também compôs para vários filmes e balés.
Sua obra mais conhecida é o álbum experimental Messe pour le temps présent (1967), em cooperação com o coreógrafo Maurice Béjart. Uma das músicas deste álbum, "Psyché Rock", inspirou o tema do desenho animado Futurama,  dando a entender que, para seu criador Matt Groening, a música eletroacústica seria a música do futuro.